# Michael Artin
Michael Artin (Hamburg, 1934) is een Amerikaans wiskundige en op dit moment emeritus professor aan de wiskundige faculteit van de Massachusetts Institute of Technology. 
Hij staat bekend voor zijn bijdragen aan de algebraïsche meetkunde.
Artin werd in Hamburg geboren. Zijn jeugdjaren bracht hij door in Indiana. Zijn vader was de beroemde wiskundige Emil Artin, een van de grondleggers van de abstracte algebra. Hij behaalde in 1955 zijn bachelor of Art aan de Universiteit van Princeton. Daarna stapte hij over naar de Harvard University, waar hij in 1960 promoveerde onder supervisie van Oscar Zariski.
In het begin van de jaren zestig bracht Artin tijd door aan het IHÉS in Frankrijk, waar hij samen met Alexander Grothendieck bijdroeg aan de SGA4-delen van de Séminaire de géométrie algébrique, over topostheorie en étale cohomologie. Hij werkte ook samen met Barry Mazur aan de definitie van de étale homotopietheorie, wat een belangrijk hulpmiddel is geworden in de algebraïsche meetkunde. Hij paste ideeën uit de algebraïsche meetkunde (zoals de Nash benadering) toe op de studie van diffeomorfismen van compacte variëteiten.
Zijn werk aan het probleem van de karakterisering van de representeerbare functoren in de categorie van schema's heeft geleid tot het Artin approximatietheorema in lokale algebra en het "Existence theorem". Dit werk gaf ook aanleiding tot de ideeën van een algebraïsche ruimte en algebraïsche stacks, en is zeer invloedrijk gebleken in de modulitheorie.